# North Haven (Connecticut)
North Haven es un pueblo ubicado en el condado de New Haven en el estado estadounidense de Connecticut. En el año 2005 tenía una población de 23,908 habitantes y una densidad poblacional de 444 personas por km².

## Geografía
Ashford se encuentra ubicado en las coordenadas 41°22′54″N 72°51′30″O / 41.38167, -72.85833.

## Demografía
Según la Oficina del Censo en 2007 los ingresos medios por hogar en la localidad eran de $80,450 y los ingresos medios por familia eran $90,190. Los hombres tenían unos ingresos medios de $50,843 frente a los $36,063  para las mujeres. La renta per cápita para la localidad era de $31,870. Alrededor del 3.5% de la población estaban por debajo del umbral de pobreza.